# Mykola Koecharevytsj
Mykola Kukharevych (Udrytsk, 1 juli 2001) is een Oekraïens voetballer die sinds 2023 uitkomt voor Swansea City. Kukharevych is een aanvaller.

## Carrière
Kukharevych werd opgeleid door Volyn Loetsk, maar speelde er nooit een officiële wedstrijd in het eerste elftal. In februari 2020 stapte hij over naar de Oekraïense tweedeklasser FK Roech Lviv, waarmee hij in augustus 2020 promoveerde naar de Premjer Liha. Tijdens de winter van het seizoen 2020/21 leek hij op weg naar RSC Anderlecht, maar uiteindelijk kwam het niet tot een transfer.
In juli 2021 ondertekende Kukharevych een vijfjarig contract bij de Franse eersteklasser Troyes AC. Op de eerste en derde competitiespeeldag liet trainer Laurent Batlles hem invallen tegen respectievelijk Paris Saint-Germain en RC Strasbourg. Diezelfde transferperiode nog leende de club hem evenwel uit aan de Belgische eersteklasser Oud-Heverlee Leuven.
Op 24 september 2021 maakte hij zijn officiële debuut voor OH Leuven: op de negende competitiespeeldag verving hij de zieke Kaveh Rezaei in de basis tegen Club Brugge. Daarna was hij lang niet meer te zien op het veld, op een paar minuten tegen STVV op 24 oktober en een helft tegen Lierse Kempenzonen drie dagen later na. Dit kwam mede door blessureleed: zo viel Kukharevych  op winterstage geblesseerd uit. Koecharevytsj kwam vooral op het einde van de reguliere competitie in actie: na een korte invalbeurt tegen KAS Eupen op de 30e competitiespeeldag mocht hij op de 32e speeldag tijdens de rust invallen tegen RFC Seraing, op de twee laatste speeldagen kreeg hij zelfs een basisplaats.
In juli 2022 kondigde OH Leuven aan dat het huurcontract van Kukharevych, die in de seizoensvoorbereiding had gescoord tegen Sporting Charleroi, Amiens SC en Leicester City, met een jaar verlengd werd. Kukharevych mocht op de eerste zes competitiespeeldagen viermaal invallen, maar kon daarin onvoldoende overtuigen, waardoor zijn huurcontract uiteindelijk begin september al verbroken werd. Kukharevych had in augustus 2022 ook twee volledige wedstrijden voor het beloftenelftal van OH Leuven gespeeld in Eerste nationale.
Na zijn vertrek bij OH Leuven werd Kukharevych door Troyes meteen bij de Schotse eersteklasser Hibernian FC gestald. Mede door blessureleed speelde hij in het seizoen 2022/23 slechts vijftien competitiewedstrijden. Daarin was hij wel goed voor vijf goals. Het leverde hem in de zomer van 2023 een transfer naar Swansea City op.